# جامعة نورث وسترن في قطر

شعار جامعة نورث وسترن بدولة قطر

أطلقت جامعة نورث وسترن في قطر برامجها التعليمية في الصحافة والإعلام في سنة 2008 وتكون بذلك أحدث فرع جامعي ينضم إلى مؤسسات المدينة التعليمية، يدرّب برنامج الصحافة الطلاب على اكتساب المهارات الصحفية الأساسية ضمن منهاج متكامل للآداب والفنون. أما برنامج الإعلام فيعدّ الطلاب للاضطلاع بأدوار إبداعية وإدارية في مجالات الإعلام والترفيه.

## ومن الشركات التي يعمل فيها خريجو جامعة نورثويسترن في قطر حالياً هي
- شبكات الجزيرة
- تلفزيون الريان
- الديوان الأميري
- مؤسسة الدوحة للأفلام
- سفارة دولة قطر في واشنطن
- مستشفى حمد
- وزارة الشؤون الخارجية
- وزارة المعلوماتية وتكنولوجيا الاتصالات
- قطر 2022
- مركز قطر المالي
- مؤسسة قطر
- المؤسسة القطرية للإعلام
- هيئة قطر للمتاحف
- تلفزيون قطر
- راس غاز
- مركز سيدرا للطب والأبحاث
- توتال للطاقة والبترول